# Olof Östberg
Sven Olof Östberg, född 24 mars 1906 i Uppsala, död 10 november 1985, var en svensk jurist som var lagman i Bodens tingsrätt från 1971 till 1973.
Östberg blev juris kandidat vid Uppsala universitet 1929. Han var fiskal vid Göta hovrätt 1944. Han var häradshövding vid Luleå domsaga från 1947 och lagman vid Bodens tingsrätt 1971-1973.
Östberg var son till lektor Henrik Östberg och hans maka Gerda, född Nilsson. Han var från 1942 gift med Ingrid, född Elfving  1917.